# Нечипайло, Виктор Тимофеевич
Ви́ктор Тимофе́евич Нечипа́йло (род. 1 мая 1926, Борислав, Львовское воеводство) — советский русский оперный певец (бас-баритон), Заслуженный артист РСФСР (1961).

## Биография
Родился в семье слесаря. Учился по классу скрипки в музыкальной школе г. Николаева.
Во время войны служил в ансамбле Балтийского флота, где выступал как певец, брал уроки у руководителя ансамбля М. Красовского. В 1945—1946 годах учился в Таллинской консерватории. В 1948—1952 годах — солист Ленинградской академической капеллы; продолжал заниматься с М. Красовским.
С 1952 года — стажёр, в 1953—1975 годы — солист Большого театра.

## Творчество
Репертуар В. Т. Нечипайло насчитывал более 20 партий.

### Избранные оперные партии
- Руслан («Руслан и Людмила» М. И. Глинки)
- Зарецкий; Гремин («Евгений Онегин» П. И. Чайковского)
- Томский («Пиковая дама» П. И. Чайковского)
- Борис Годунов; Пимен («Борис Годунов» М. П. Мусоргского)
- Шакловитый («Хованщина» М. П. Мусоргского)
- князь Игорь («Князь Игорь» А. П. Бородина)
- Грязной («Царская невеста» Н. А. Римского-Корсакова)
- Фёдор Поярок («Сказание о невидимом граде Китеже и деве Февронии» Н. А. Римского-Корсакова)
- Токмаков («Псковитянка» Н. А. Римского-Корсакова)
- Малатеста («Франческа да Римини» С. В. Рахманинова)
- Соколов («Судьба человека» И. И. Дзержинского)
- Балага («Война и мир» С. С. Прокофьева)
- Василий Васильевич («Повесть о настоящем человеке» С. С. Прокофьева)
- Андрей («Октябрь» В. И. Мурадели)
- Николай Первый («Декабристы» Ю. А. Шапорина)
- Прохор («Никита Вершинин» Д. Б. Кабалевского)
- Весовщиков («Мать» Т. Н. Хренникова)
- Фернандо («Фиделио» Л. Бетховена)
- Барон («Травиата» Д. Верди)
- Амонасро («Аида» Д. Верди)
- Фальстаф («Фальстаф» Д. Верди)
- Эндре Второй («Банк-бан» Ф. Эркеля)

### Роли в кино
| Год  |   | Название                            | Роль                                   |
| ---- | - | ----------------------------------- | -------------------------------------- |
| 1959 | ф | Хованщина                           | вожак пришлых людей                    |
| 1960 | ф | Пиковая дама                        | Томский (роль В. А. Медведева) — вокал |
| 1974 | ф | Сэр Джон Фальстаф (фильм-спектакль) | вокал                                  |

## Награды и признание
- Медаль «За отвагу» (1944)
- 1-я премия VI Всемирного фестиваля молодёжи и студентов (Москва, 1957)[4]
- Заслуженный артист РСФСР (28.3.1961)[4]